# Joachim Zeller

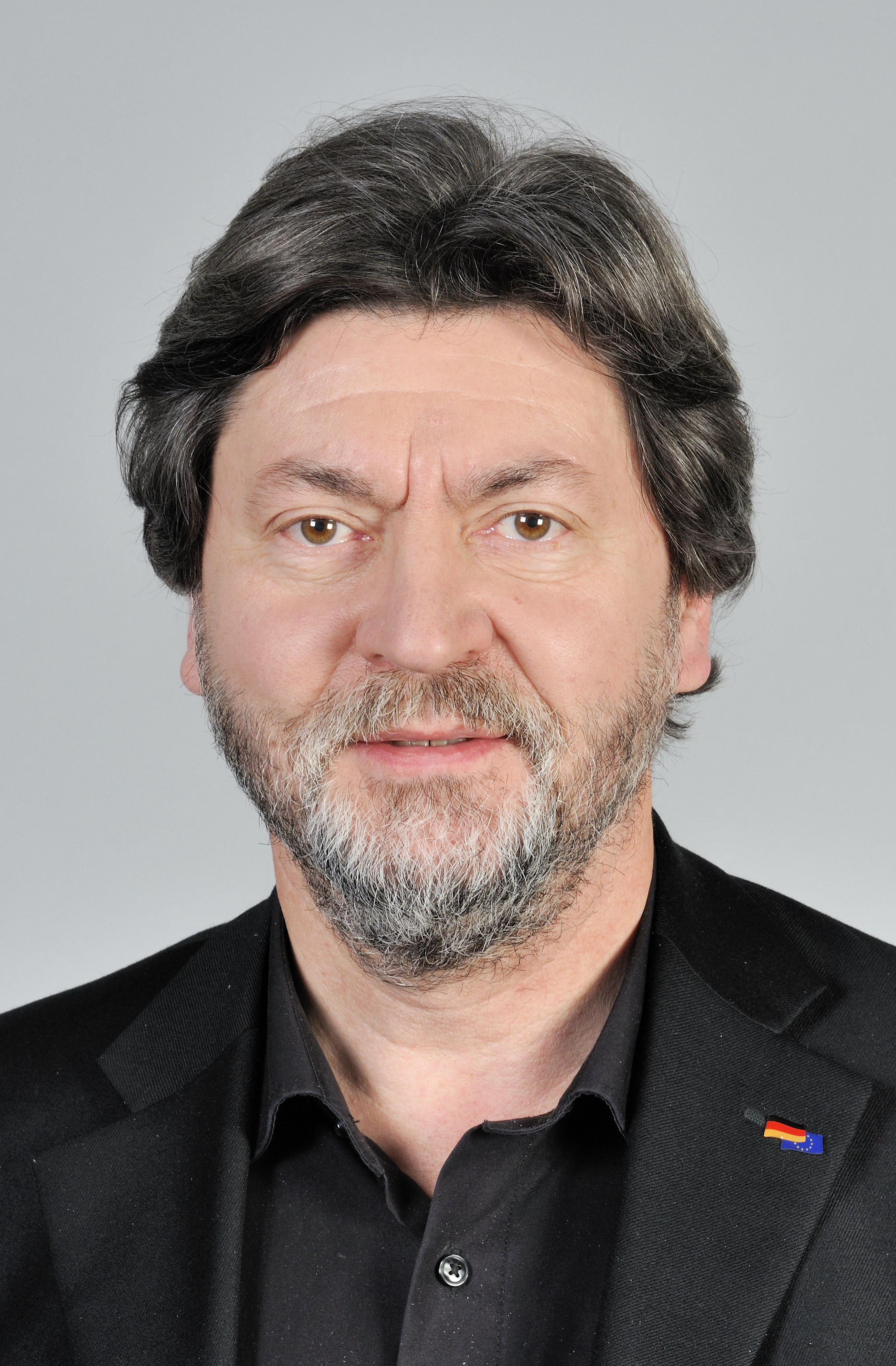
Joachim Zeller (2014)

Joachim Zeller (Opole, 1 juli 1952 – Berlijn, 2 maart 2023) was een Duitse politicus van de Christlich Demokratische Union Deutschlands (CDU).
Zeller studeerde slavistiek aan de Humboldtuniversiteit te Berlijn en aan de Jagiellonische Universiteit. Van 1977 tot 1992 was hij werkzaam als onderzoeker bij de bibliotheek van eerstgenoemde universiteit. Van 1996 tot 2006 was hij burgemeester van de Berlijnse wijk Mitte.
Van 2009 tot 2019 was hij lid van het Europees Parlement. In 2012 stemde Zeller tegen een motie op strenger toezicht op bedrijven die apparatuur laten bouwen in lagelonenlanden zoals Syrië of China.
Zeller overleed begin 2023 op 70-jarige leeftijd.